# نعمت‌آباد (چالوس)
نعمت آباد، روستایی است از توابع بخش مرکزی شهرستان چالوس در استان مازندران ایران.

## جمعیت
این روستا در دهستان کلارستاق غربی قرار دارد و براساس سرشماری مرکز آمار ایران در سال ۱۳۸۵، جمعیت آن ۱۹۰ نفر (۵۰خانوار) بوده‌است. مردم نعمت آباد از قومیت طبری هستند. مردم نعمت آباد به زبان طبری با گویش چالوسی سخن می‌گویند.

## جستار های وابسته
- شهرستان چالوس
- کلاردشت